# NGC 5690
NGC 5690 é uma galáxia espiral (Sc) localizada na direcção da constelação de Virgo. Possui uma declinação de +02° 17' 26" e uma ascensão recta de 14 horas, 37 minutos e 41,1 segundos.
A galáxia NGC 5690 foi descoberta em 30 de Abril de 1786 por William Herschel.